# Daniel Johnston
Daniel Dale Johnston (Sacramento, 22 gennaio 1961 – Waller, 10 settembre 2019) è stato un cantautore e pittore statunitense.
È stato definito "il più grande outsider dell'ultima scuola di cantautori americani".

## Biografia

### Le origini
Daniel Johnston nasce da una famiglia cristiana metodista, che gli trasmette un forte legame con la Bibbia e con la spiritualità in generale. Le sue grandi passioni giovanili però sono i fumetti di Capitan America e la musica dei Beatles: «A 19 anni volevo essere come i Beatles - racconta - Ci rimasi male quando mi accorsi che non sapevo cantare». Eppure comincia a cantare lo stesso, e a scrivere canzoni per filmini amatoriali da lui stesso creati.
Nel 1979 realizza un'audiocassetta con quattordici brani non pubblicata ufficialmente, mentre due anni più tardi vede la luce il suo primo vero e proprio lavoro: Songs of Pain (1981), inciso con un organetto e un mangianastri da 59$, rivela tuttavia un talento straordinario, che unisce freschezza e drammaticità senza scadere nel patetico, come se un bambino di sei anni ci raccontasse la sua storia. Considerato da alcuni un precursore del lo-fi, il disco nasce dal suo grande trauma affettivo: l'amore non corrisposto verso Laurie, che sposa un imprenditore suo conoscente.

### I primi successi
Daniel ha un primo forte crollo nervoso che lo porta ad abbandonare la scuola d'arte per unirsi ad un luna park itinerante come venditore di pop-corn. Ma continua incessantemente a comporre ed incidere materiale (che registrerà in svariate musicassette). È un periodo felice per Daniel, che si sente finalmente libero di esprimersi. Giunto ad Austin inizia a vivere di lavori saltuari e continua a suonare, diventando un idolo nella città texana; a tal punto da venir segnalato per lo spettacolo itinerante di MTV Cutting Edge. Questa fugace apparizione televisiva lo eleva a nuovo fenomeno della scena underground, accendendo l'interesse di artisti come Sonic Youth e Butthole Surfers. Nel 1983 escono due dei suoi migliori dischi, Yip/Jump Music e Hi, How Are You?, album che risentono tuttavia di un nuovo crollo che li rende lavori assai frammentari e surreali, con gioielli pop che si alternano a parti di puro rumore. I lavori successivi degli anni ottanta seguiranno la stessa scia di questi due, ma con un'originalità assai minore, dettata dalle svariate crisi che martorieranno la vita di Daniel, con l'aggravante dell'uso di acidi e altre droghe. Fa eccezione tra questi lavori quello che forse è il suo capolavoro, It's Spooky, realizzato nel 1988 in collaborazione con Jad Fair: lavoro di creatività spettrale, in cui i due suonano svariati strumenti e si divertono a duettare in maniera ripetitiva e schizofrenica.

### Gli anni novanta
Il nuovo decennio viene salutato da Daniel con quello che è il suo primo successo internazionale, 1990, successo favorito certamente dalla capillare diffusione garantitagli dall'etichetta Shimmy Disc. È un album più maturo, con meno episodi rumoristici e più forza a ballate pop con solo voce e chitarra acustica. Sembra l'inizio di una rinascita per Daniel, che incassa anche il sostegno pubblico di Kurt Cobain (che Daniel dichiara di non conoscere minimamente) e gli apprezzamenti di David Bowie (nel 2002 infatti pubblicherà Wood Jackson, canzone a lui dedicata). Così nel 1992 esce Artistic Vice, forse il suo disco più gioioso e spensierato, il cui successo gli varrà la firma di un contratto con l'etichetta Atlantic Records. Ma un nuovo drammatico crollo lo porterà al limite del suicidio; così nel 1994 termina le registrazioni di Fun con un braccio rotto. È un periodo terribile per Daniel, che passa diversi anni in terapie riabilitative e sembra avviato verso il tramonto.

### La rinascita
Sul finire del secolo però Daniel riesce a riemergere, torna a vivere con i genitori e si rimette a scrivere e a disegnare come ai tempi migliori, collaborando fruttuosamente con Mark Linkous, leader degli Sparklehorse, che si dedica alla produzione dei suoi lavori, ultimi tra i quali l'ottimo Fear Yourself (2003), l'album-tributo realizzato da vari artisti famosi (tra cui Tom Waits, Beck, Eels, Flaming Lips, Mercury Rev e Death Cab for Cutie) Discovered Covered (2004), e Lost and Found (2006). Nel 2009, è invece Jason Falkner (già produttore degli AIR e di Beck) a produrre Is and always was.
A riprova dell'influenza che Daniel ha avuto sulla musica contemporanea, nel 2005 è uscito il film-documentario sulla vita dell'artista The Devil and Daniel Johnston, diretto da Jeff Feuerzeig.
L'11 novembre 2015 esce un breve film intitolato Hi How Are You Daniel Johnston?, disponibile in streaming su VimeoOnDemand, che ripercorre il periodo della creazione del suo celebre album Hi, How Are You?.

### Morte
Johnston è scomparso nel settembre 2019 per un attacco cardiaco.

## Discografia

### Album studio
| Anno | Titolo                                   | Altre Info |
| 1981 | Songs of Pain                            |            |
| 1982 | Don't Be Scared                          |            |
| 1983 | The What of Whom                         |            |
| 1983 | More Songs of Pain                       |            |
| 1983 | Yip\Jump Music                           |            |
| 1983 | Hi, How Are You?                         |            |
| 1984 | Retired Boxer                            |            |
| 1985 | Respect                                  |            |
| 1985 | Continued Story                          |            |
| 1987 | The Lost Recordings                      |            |
| 1988 | Merry Chrstmas                           |            |
| 1988 | It's Spooky (Daniel Johnston & Jad Fair) |            |
| 1990 | 1990                                     |            |
| 1991 | Artistic Vice                            |            |
| 1994 | Fun                                      |            |
| 1999 | Danny and The Nightmares                 |            |
| 2001 | Rejected Unknown                         |            |
| 2001 | Lucky Sperms                             |            |
| 2002 | The End Is Near Again                    |            |
| 2003 | Fear Yourself                            |            |
| 2005 | Freak Brain                              |            |
| 2006 | Lost and Found                           |            |
| 2009 | Is and Always Was                        |            |
| 2010 | Beam Me Up!                              |            |
| 2012 | Space Ducks.                             |            |